# Station Cenon
Station Cenon is een spoorweghalte in de Franse gemeente Cenon.